# 普伊鄉
普伊鄉（羅馬尼亞語：Comuna Pui, Hunedoara），是羅馬尼亞的鄉份，位於該國西部，由胡內多阿拉縣負責管轄，面積229平方公里，海拔高度443米，2007年人口4,475，人口密度每平方公里20人。